# 小谷あゆみ
小谷 あゆみ（こたに あゆみ、1970年1月15日 - ）は、日本のフリーアナウンサー、エッセイスト。
兵庫県尼崎市生まれ。高知県立中村高等学校→関西大学文学部国文学科卒業。

## 略歴・人物
- 小学3年から高校まで高知県黒潮町で過ごす[2]。高校2年の時は水泳部に入っていた[3]。
- 1993年4月：石川テレビ放送入社。「めざましテレビ」中継リポーター、「ITCスーパーニュース」キャスターなどを務める。
- 2002年3月：撮影・取材・出演を一人で手がける地域発見企画「道草のススメ」でFNSアナウンス大賞中部ブロック賞受賞。2003年3月もFNSアナウンス大賞で同ブロック賞を連続受賞している。
- 2003年3月：石川テレビ放送退社。フリーアナウンサーに転身。
- 2004年4月～　NHK教育「福祉ネットワーク～介護の達人」司会 （05年～番組名「介護百人一首」に）
- 2005年4月～　「スーパーニュース」（フジテレビ）リポーター
- 2005年4月～　「畜産特産ごちそう産!!」（CS）リポーター
- 介護番組で介護家族50組以上を取材した経験から【介護・高齢者福祉、セカンドライフ】に関する講演活動を行う。
- 石川テレビの局アナ時代（1998年～）番組企画をきっかけに始めた家庭菜園をライフワークに【ベジアナ】として活動する。品川区民農園で野菜づくり、畜産農業番組リポーターとして【農】のある都市生活を提唱【農業・野菜・食】について執筆・講演多数。
- 日本工学院専門学校（蒲田校）放送映画科　非常勤講師　（2003年～現在）
- 農林水産省　「食料・農業・農村政策審議会 畜産部会」臨時委員（2011年～）
- 農政ジャーナリスト
- Jr野菜ソムリエ
- 笑み筋インストラクター（資格取得）
- eco検定（環境社会検定）試験　取得
- 姉がいる[4]。

## 現在　担当する番組
- FNNスーパーニュース／スーパー特報などのリポーター(関東ローカル) <フジテレビ>　～2011年
- 福祉ネットワーク ⇒ ハートネットTV ／介護百人一首／司会 <NHK教育>
- <三好流ワンポイント介護>／司会　<NHK教育>2009年～2011年3月
- <楽ラクワンポイント介護>／司会　<NHK Eテレ>2011年4月～現在
- 畜産!特産!ごちそう産!／司会 <グリーンチャンネルアグリネット>

## 過去に担当した番組
- FNN石川テレビスーパーニュース <石川テレビ>
- めざましテレビ　中継 <フジテレビ>
- FNS27時間テレビ　中継 <フジテレビ>
- みまっし金沢 <石川テレビ>
- めざせ介護の達人　司会 <NHK教育>
- ETVワイドともに生きる／アシスタント<NHK教育>
- わたしが子どもだったころ-つるの剛士 <NHK総合>ほか　*天の声
- NHK中国（地方）未来ビジョン～都会の若者いらっしゃい～<NHK広島>ほか*ナレーション・天の声
- ザ・ホットライン東京～ヨコハマろはす／中継リポーター<ラジオ日本>

## 現在　連載中の新聞コラム・雑誌エッセイ
- 「農業共済新聞」～ズバリ直言
- 「日本農業新聞」～小谷あゆみのきょうも笑顔で　コラム　みどりの扉　連載～
- クロスワード（学研）万歳！あゆみのケンコーまるだし
- 畜産コンサルタント（中央畜産会）おいしいにはワケがある

## 過去に連載したエッセイ
- 北陸中日新聞夕刊　小谷あゆみのつれづれファイル（2000～2006年）
- 野菜だより（学研）ベジアナあゆみ@ のほほん野菜だより（07年～10年）
- キャンプカーマガジン（芸文社）あゆみの☆ニッポンまるかじり！（～2011年）

## 関連人物
- 西村香織 - 元九州朝日放送アナウンサーでジャズシンガー。同じ大学に通っていた頃からの親友である[5]。